# Pyrrosia porosa
Pyrrosia porosa là một loài thực vật có mạch trong họ Polypodiaceae. Loài này được (C. Presl) Hovenkamp miêu tả khoa học đầu tiên năm 1984.

## Phân loại dưới loài
Pyrrosia porosa có hai thứ thực vật dưới loài:
- Pyrrosia porosa var. stenophylla (Bedd.) Hovenkamp
- Pyrrosia porosa var. tonkinensis (Giesenh.) Hovenkamp: tiếng Việt gọi tên là Lưỡi mèo Bắc bộ, Tai chuột Bắc bộ, Thạch vi Bắc bộ.[2]